# Lingua isolata
Viene definita lingua isolata una lingua di cui non è possibile dimostrare alcuna parentela con nessun'altra famiglia linguistica; tuttavia, il numero esatto di lingue isolate è ancora sconosciuto a causa dell’insufficienza di dati su diverse lingue. L'esistenza delle lingue isolate può essere spiegata con il fatto che potrebbero essere l'ultimo ramo rimasto di una famiglia linguistica più ampia, essendo i suoi parenti scomparsi senza essere documentati. Poiché i linguisti non sempre sono d'accordo su alcune relazioni genetiche, soprattutto nel caso delle lingue estinte, spesso si preferisce definire prudenzialmente come lingue isolate quegli idiomi di cui non si riesce a definire certa una classificazione. In alcuni casi vengono impropriamente definite come isolate lingue che appartengono a piccole famiglie linguistiche di cui sono gli unici esponenti o di cui non è chiaro se le varianti linguistiche vadano considerati dialetti o lingue a separate. Un altro tipo di lingue isolate sono quegli idiomi che sono stati sviluppati in isolamento da altre lingue, come alcune lingue dei segni o alcune lingue artificiali.

## Lingue isolate e classificazione filogenetica
Una famiglia linguistica è formata da lingue diverse che discendono da un antenato comune. Nel caso di lingue estinte, la determinazione dell'appartenenza a una determinata famiglia linguistica dipende dalla presenza di attestazioni in testi la cui scrittura deve essere stata correttamente decifrata. Quando presenti in quantità sufficiente, questi dati consentono il confronto con altre lingue note attraverso metodi di linguistica storico-comparativa. Tuttavia, molte lingue estinte non possiedono attestazioni sufficienti, o ne sono del tutto sprovviste, a confermare in maniera irrefutabile la loro appartenenza a una determinata famiglia linguistica. Altre ragioni che rendono complessa la classificazione filogenetica delle lingue sono l'influenza del contatto linguistico, che può produrre confusione nel caso in cui la presenza di diversi strati nel lessico o nella morfologia non consentono di identificare un antenato comune univoco, o la confusione tra designazioni linguistiche ed etnonimi, toponimi o nomi gentilizi. Pertanto, nonostante vengano avanzate ipotesi solide – essenzialmente supportate da informazioni provenienti da altre discipline, come storia, archeologia e genetica – spesso i linguisti preferiscono mantenere un atteggiamento prudenziale, preferendo non classificare filogeneticamente le lingue di cui non si possa verificare con assoluta certezza l'appartenenza, trattandole de facto come isolate. Comunque, ciò significa che questa condizione possa essere considerata transitoria, poiché una lingua potrebbe successivamente rivelarsi imparentata con altre lingue una volta recuperato materiale sufficiente.
Per definizione, ogni lingua isolata costituirebbe una famiglia a sé stante; tuttavia, non di rado questa terminologia viene impropriamente utilizzata per indicare anche idiomi appartenenti a piccole famiglie linguistiche, specialmente nei casi in cui siano gli unici esponenti ancora esistenti o se non sia chiaro se le varietà linguistiche che la compongono vadano considerati come dialetti o come lingue separate. In altri casi, il concetto di isolamento è utilizzato in senso relativo per riferirsi a una lingua di cui non è chiara la posizione all'interno dell'albero filogenetico di una famiglia linguistica più grande. Viceversa, si parla propriamente di lingua isolata (e non classificabile filogeneticamente) in presenza di lingue prive di ascendenti diretti, come nel caso di alcune lingue dei segni o di alcune lingue artificiali.

## Esempi notevoli
Molte lingue sono filogeneticamente classificate all'interno di famiglie linguistiche note: ad esempio, l'italiano è parte delle lingue indoeuropee, mentre il cinese mandarino è parte delle lingue sino-tibetane. Tuttavia, può succedere che una lingua possa non essere classificata all'interno di una famiglia dalla struttura consolidata e riconoscibile. Esempi notevoli di lingue isolate sono il sandawe in Africa, il burushaski e il coreano in Asia, l'haida e lo zuni in Nordamerica e il tiwi in Oceania.

### Famiglie linguistiche ristrette
Alcuni idiomi solitamente indicati come esempi di lingue isolate (come la lingua basca, la lingua giapponese o la lingua georgiana) sono in realtà gli unici, o i principali, esponenti esistenti di famiglie linguistiche particolarmente ristrette (nello specifico le lingue vasconiche, le lingue nipponiche e le lingue cartveliche). In questi casi il dibattito accademico si concentra solitamente nel tentativo di individuare possibili collegamenti con altre lingue o famiglie linguistiche circonvicine, al fine di poterle inserire all'interno di alberi filogenetici più ampi. In questo alveo si inseriscono ipotesi relative alla parentela del burushaski con le lingue dravidiche, del coreano con le lingue nipponiche, delle lingue vasconiche con le altre lingue paleoiberiche e delle lingue cartveliche con le lingue hurro-urartee e con le lingue caucasiche nordorientali e nordoccidentali. Altre presunte famiglie linguistiche rimangono confinate interamente nel campo della speculazione, o al più della geolinguistica, come le lingue paleosiberiane, che conterrebbero anche la lingua ainu.

### Isolamento relativo e riclassificazioni
Alcune famiglie linguistiche presentano una struttura filogenetica che rende difficile una classificazione più precisa dei rapporti di parentela esistenti tra le lingue che le compongono. Esempi di questo tipo sono le lingue arawak, le lingue bantu, le lingue maleo-polinesiache, lingue niger-kordofaniane, lingue nilo-sahariane e le lingue pama-nyunga. Un esempio di lingua che ha causato molteplici problemi di classificazione è l'estinta lingua mimi, parlata in Ciad e attestata soltanto in un elenco di parole raccolto all'inizio del XX secolo. L'analisi linguistica consentì la classificazione di questa lingua all'interno del phylum nilo-sahariano, possedendo molti tratti in comune con la lingua maba, ma in seguito alla descrizione di altre lingue maban apparve evidente che molte somiglianze erano frutto di prestiti dal maba, che è la lingua socialmente dominante nella regione geografica in questione. Più fruttuosi si sono rivelati gli studi che hanno consentito la costruzione di un albero filogenetico comprendente lingua atakapa, la lingua akokisa, le lingue jicaqueane e le lingue xincan (a sua volta comprendenti la lingua chiquimulilla, la lingua guazacapán, la lingua jumaytepeque e la lingua yupiltepeque), nonché la classificazione della lingua yanyuwa, parlata in Australia, nel phylum delle lingue pama-nyunga.

### Lingue estinte
Tra le lingue estinte considerate isolate in virtù delle scarse attestazioni, proprie o delle lingue circonvicine, vi sono il sumerico, l'elamico, il guteo, il cassita e le lingue paleoanatoliche, ovvero l'hattico e il kaskeo. Tuttavia, esistono ipotesi che hanno collegato le prime due alle lingue dravidiche e le altre alle limitrofe lingue hurro-urartee. Viceversa, la lingua etrusca è classificata come membro della famiglia linguistica tirsenica. Anche molte lingue estinte delle Americhe, ad esempio il cacán, il cayuse e il majena, sono cautamente considerate isolate.

### Lingue dei segni
Un certo numero di lingue dei segni sono classificate come lingue isolate, poiché sono sorte in modo indipendente. Ad esempio, la lingua dei segni nicaraguense è stata sviluppata in un contesto nel quale i bambini sordi non in grado di esprimersi in nessuna lingua venivano raggruppati tra di loro; oppure in Tanzania esistono sette diverse scuole per non udenti, ciascuna con la propria lingua dei segni. Altre lingue dei segni si sono sviluppate in situazioni isolamento anche al di fuori di contesti scolastici, soprattutto in comunità con alta incidenza di sordità nelle quali i genitori udenti non usano la lingua dei segni per comunicare con i figli non udenti e pertanto questi ultimi non hanno avuto modo di acquisire la loro lingua dei segni da altre comunità di non udenti. Ad esempio, il Kata Kolok a Bali e una mezza dozzina di lingue dei segni delle tribù delle colline in Thailandia, tra le quali figura la lingua dei segni Ban Khor.

## Lista di lingue isolate per continente
Lo stato di conservazione delle lingue è determinato dall'Atlante delle lingue del mondo in pericolo dell'UNESCO, che descrive tra lingue "viventi" (pienamente utilizzate dai parlanti di ogni generazione, con un'acquisizione nativa coerente da parte dei bambini), lingue "vulnerabili" (con una base altrettanto ampia di parlanti nativi, ma un uso limitato e il rischio a lungo termine di una deriva linguistica), lingue "in via di estinzione" (acquisite irregolarmente o parlate solo dalle generazioni più anziane), lingue "a rischio" (con pochi parlanti nativi rimasti, senza nuove acquisizioni, un uso altamente limitato e un multilinguismo quasi universale) e lingue "estinte" (senza parlanti nativi, a prescindere da quanto possano essere documentate).

### Africa
Con poche eccezioni, tutte le lingue africane sono state raggruppate in quattro famiglie principali: afroasiatica, niger-kordofaniana, nilo-sahariana e khoisan.
| Lingua       | Status              | Commenti |
| ------------ | ------------------- | --- |
| Bangime      | In via d'estinzione | Lingua non classificata del Mali. |
| Dima-Bottego | Estinta             | Lingua poco attestata dell'Etiopia. |
| Hadza        | In via d'estinzione | Un tempo considerata parte del ramo delle lingue khoisan.                                                                                    |
| Hamba        | Estinta             | Lingua non classificata della Tanzania, estintasi a causa dell'assimilazione dei suoi parlanti da parte delle popolazioni circonvicine.      |
| Jalaa        | Estinta             | Lingua non classificata della Nigeria. |
| Komta        | Estinta             | Lingua non classificata della Nigeria. |
| Kujargé      | In via d'estinzione | Lingua non classificata del Ciad. |
| Laal         | In via d'estinzione | Lingua non classificata del Ciad. |
| Luo          | Estinta             | Lingua non classificata del Camerun. |
| Meroitico    | Estinta             | Lingua poco attestata parlata nell'antico regno di Kush. È stato ipotizzato che possa trattarsi di una lingua nilo-sahariana o afroasiatica. |
| Okwa         | Estinta             | Lingua poco attestata dell'Africa occidentale.                                                                                               |
| Omaio        | In via d'estinzione | Lingua non classificata della Tanzania. |
| Ongota       | In via d'estinzione | Lingua non classificata dell'Etiopia. |
| Oropom       | Estinta             | Lingua non classificata dell'Uganda. |
| Rer Bare     | Estinta             | Lingua non classificata dell'Etiopia. |
| Shabo        | In via d'estinzione | Lingua non classificata dell'Etiopia. |
| Sandawe      | Vivente             | Forse imparentata con le lingue khoe dell'Africa meridionale.                                                                                |
| Wawu         | Estinta             | Lingua poco attestata dell'Africa occidentale.                                                                                               |
| Weyto        | Estinta             | Lingua poco attestata dell'Etiopia. |
| Wutana       | Estinta             | Lingua non classificata della Nigeria. |

### Eurasia
| Lingua                | Status              | Commenti |
| --------------------- | ------------------- | --- |
| Ainu                  | Quasi estinta       | Parlata nell'isola di Hokkaidō in Giappone, scritta in alfabeto katakana e tipologicamente simile al giapponese. Si è supposta una parentela con le lingue paleosiberiane. |
| Basco                 | Vivente             | È parlata nelle regioni basche, al confine tra Francia e Spagna ed è il principale esponente delle lingue vasconiche, ma non è imparentata con nessuna lingua vivente, anche se alcuni linguisti hanno proposto legami ancestrali con le vicine lingue iberiche. Altri linguisti hanno invece sottolineato la sua somiglianza con diverse lingue caucasiche per il loro carattere ergativo, ma ciò non è tuttavia determinante, in quanto un quarto delle lingue del mondo sono ergative.                                       |
| Burushaski            | Vivente             | Parlata nel nord del Pakistan. Si è spesso supposto fosse imparentata con le lingue dravidiche o in alternativa con il ket dello Enisej. |
| Cassita               | Estinta             | Lingua poco attestata del Vicino Oriente antico. È stata avanza l'ipotesi di una parentela con le lingue hurro-urartee. |
| Coreano               | Vivente             | Sono state avanzate connessioni con le lingue nipponiche. |
| Elamitico             | Estinta             | Parlata nell'antico Elam. È stata messa in relazione con il sumerico e le lingue dravidiche, ma questa supposizione non è supportata da prove definitive. |
| Eteocretese           | Estinta             | Forse discendendente dell'antico minoico. È stata accostata ad altre famiglie linguistiche vicine, come le lingue afroasiatiche o le lingue tirseniche. |
| Etrusco               | Estinta             | Parlata nell'antica Etruria nell'Italia centro-settentrionale e parte delle lingue tirseniche insieme al camuno, al lemnio e al retico. |
| Filisteo              | Estinta             | Lingua poco attestata del Vicino Oriente antico. Forse parte delle lingue indoeuropee in virtù della probabile provenienza egea dei Filistei. |
| Giapponese            | Vivente             | Principale esponente delle lingue nipponiche, a cui appartengono anche le lingue ryukyuane. Sono state avanzate connessioni con il coreano. |
| Guteo                 | Estinta             | Lingua poco attestata del Vicino Oriente antico. È stata avanza l'ipotesi di una parentela con le lingue hurro-urartee. |
| Hattico               | Estinto             | Lingua paleoanatolica poco attestata. È stata avanza l'ipotesi di una parentela con le lingue hurro-urartee. |
| Iberico               | Estinta             | Lingua paleoiberica. È stata avanzata l'ipotesi che possa essere collegata alle vicine lingue vasconiche e al protosardo. |
| Kaskeo                | Estinta             | Lingua paleanatolica poco attestata. È stata avanza l'ipotesi di una parentela con le lingue hurro-urartee. |
| Kusunda               | Morente             | Con pochissimi parlanti nel Nepal occidentale, recentemente scoperti, si è a lungo pensato fosse estinta. |
| Lullubita             | Estinta             | Lingua poco attestata del Vicino Oriente antico. È stata avanza l'ipotesi di una parentela con le lingue hurro-urartee. |
| Minoico               | Estinta             | Forse discendendente dell'antico minoico. È stata accostata ad altre famiglie linguistiche vicine, come le lingue afroasiatiche o le lingue tirseniche. |
| Nihali                | Minacciata          | Parlata nello stato indiano del Maharashtra. Fortemente influenzata, dal punto di vista lessicale, dalle lingue munda. |
| Nivkh                 | In via d'estinzione | Conosciuta anche come Gilyak, è formata da due varietà linguistiche distinte ed è parlata nel basso Amur. È stata proposto che sia una lingua paleosiberiana, inoltre è stata ipotizzata una connessione con le lingue ciukotko-kamciatke. |
| Piceno settentrionale | Estinta             | Attestato nei dintorni dell'attuale città di Pesaro. A dispetto del nome, non appare in relazione con il piceno, lingua italica diffusa nel sud della regione. |
| Protosardo            | Estinta             | Parlata nell'antichità nella civiltà nuragica in Sardegna. Non avendo disponibilità di documenti scritti, tuttora la maggior parte degli studiosi crede che gli antichi popoli nuragici non conoscessero l'uso della scrittura, rendendo la comprensione e un'eventuale ricostruzione della lingua praticamente impossibile. A seguito dei pochi esempi rimasti nei dialetti dell'attuale lingua sarda, molti studiosi hanno formulato l'ipotesi che essa sia imparentata con le lingue tirseniche, l'iberico e con il minoico. |
| Sentinellese          | Vivente             | Lingua non attestata a causa dell'impossibilità di entrare in contatto con i parlanti. Tuttavia, è molto probabile sia imparentantata con le vicine lingue andamanesi. |
| Sumero                | Estinto             | Lingua molto attestata. È stata messa in relazione con l'elamico e le lingue dravidiche, ma questa supposizione non è supportata da prove definitive. |
| Tartessico            | Estinto             | Lingua paleoiberica. È stata avanzata l'ipotesi che possa essere collegata alle vicine lingue vasconiche e all'iberico. |
| Unnico                | Estinta             | Antica lingua parlata dagli Unni. Sono stati avanzati collegamenti con le lingue mongoliche o turciche. |

### Oceania
Allo stato attuale si ritiene che la cosiddetta Papuasfera comprenda ben 37 lingue isolate, anche se le lingue parlate in Nuova Guinea sono state scarsamente oggetto di studi, pertanto alcune lingue considerate isolate potrebbero perdere tale status ed essere riclassificate. Inoltre, in Australia esistono diverse lingue isolate che non appartengono alla famiglia pama-nyunga.
| Lingua        | Status              | Commenti |
| ------------- | ------------------- | --- |
| Abinomn       | In via d'estinzione | Parlata in Nuova Guinea. Conosciuta anche come Baso o Foia. |
| Anem          | In via d'estinzione | Parlata in Nuova Britannia. Probabilmente imparentata con Yélî Dnye e Pele-Ata. |
| Busa          | In via d'estinzione | Parlata in Nuova Guinea. Conosciuta anche come Odiai. |
| Enindhilyagwa | In via d'estinzione | Parlata nel Golfo di Carpentaria, in Australia. Conosciuta anche come Andilyaugwa. |
| Isirawa       | In via d'estinzione | Parlata in Nuova Guinea. Un tempo fu classificata come parte delle lingue trans–Nuova Guinea.                                                                                           |
| Kakadju       | In via d'estinzione | Parlata nel nord dell'Australia. Conosciuta anche come Gaagudu. |
| Kol           | In via d'estinzione | Parlata in Nuova Britannia. |
| Kuot          | In via d'estinzione | Parlata in Nuova Irlanda. Conosciuta anche come Panaras. |
| Laragiya      | In via d'estinzione | Potrebbe già essere estinta. Parlata nel nord dell'Australia. |
| Minkin        | Estinta             | Parlata nel nord dell'Australia. Forse appartenente alle lingue tankiche. |
| Ngurmbur      | Quasi estinta       | Potrebbe già essere estinta. Parlata nel nord dell'Australia. Forse appartenente alle lingue macro-pama-nyunga.                                                                         |
| Pele-ata      | In via d'estinzione | Parlata in Nuova Britannia. Conosciuta anche come Wasi. Forse imparentata con Yélî Dnye e Anem.                                                                                         |
| Pyu           | In via d'estinzione | Parlata in Nuova Guinea. Un tempo classificata come parte delle lingue kwomtari-baibai.                                                                                                 |
| Sulka         | In via d'estinzione | Parlata in Nuova Britannia. |
| Taiap         | In via d'estinzione | Parlata da un centinaio di persone nella provincia del Sepik Orientale in Papua Nuova Guinea. Conosciuta anche come Gapun, un tempo fu classificata come parte delle lingue sepik-ramu. |
| Tiwi          | Vivente             | Parlata in Australia. I suoi parlanti privilegiano il suo utilizzo nelle comunicazioni.                                                                                                 |
| Umbugarla     | In via d'estinzione | Parlata nel nord dell'Australia. |
| Yalë          | In via d'estinzione | Parlata in Nuova Guinea. Conosciuta anche come Nagatman. |
| Yawa          | In via d'estinzione | Parlata nell'isola di Yapen in Nuova Guinea e divisa in due varietà linguistiche differenti. Proposta come parte delle lingue papuasiche.                                               |
| Yélî Dnye     | In via d'estinzione | Parlata sull'isola di Rossel, in Papua Nuova Guinea. Conosciuta anche come Yele. Forse imparentata con Anem e Pele-Ata.                                                                 |
| Yuri          | In via d'estinzione | Parlata in Nuova Guinea. Conosciuta anche come Karkar. |

### America Settentrionale
| Lingua        | Status              | Commenti |
| ------------- | ------------------- | --- |
| Atakapa       | Estinta             | Parlata in Texas e Louisiana, negli Stati Uniti. Proposta la connessione con le Lingue muskogeane. |
| Beothuk       | Estinta             | Parlata a Terranova, Canada. Proposta la connessione con le lingue algonchine. |
| Chimariko     | Estinta             | Parlata in California, Stati Uniti. |
| Chitimacha    | Estinta             | Parlata in Louisiana, Stati Uniti. È stata a lungo proposta una connessione con le Lingue muskogeane. |
| Coahuilteco   | Estinta             | Parlata in Texas, Stati Uniti e nel nord del Messico. |
| Cuitlateco    | Estinta             | Parlata nello stato del Guerrero, in Messico. |
| Esselen       | Estinta             | Scarsamente conosciuta. Parlata in California, Stati Uniti. |
| Guale-Yamasee | Estinta             | Lingua estintasi entro il XVIII secolo e parlata negli Stati Uniti sudorientali. |
| Haida         | In via d'estinzione | Parlata in Alaska, Stati Uniti ed in Columbia Britannica, in Canada. |
| Huave         | In via d'estinzione | Parlata nello stato del Oaxaca, in Messico. Ritenuta un tempo parte delle lingue penuti del plateau. |
| Jicaque       | In via d'estinzione | Anche conosciuta come Tol. Parlata in Honduras. Proposta una connessione con le lingue tequistlatecan, poi rimasta lettera morta. |
| Karuk         | In via d'estinzione | Parlata in California, negli Stati Uniti. |
| Kutenai       | In via d'estinzione | Parlata in Idaho e Montana, negli Stati Uniti ed in Columbia Britannica, in Canada. |
| Natchez       | Estinta             | Parlata in Mississippi e Louisiana, Stati Uniti. Spesso associata alle lingue muskogean. |
| P'urhépecha   | Vivente             | Conosciuta anche come Tarascano. Parlata dal popolo P'urhépecha in Messico. Alcune sue varianti sono in via d'estinzione. |
| Salinan       | Estinta             | Parlata in California, negli Stati Uniti. |
| Solano        | Estinta             | Lingua non classificata del Messico. |
| Seri          | In via d'estinzione | Parlata nello stato del Sonora, in Messico. |
| Siuslaw       | Estinta             | Parlata in Oregon, negli Stati Uniti. Spesso è stata messa in relazione con le lingue coos, con le lingue alsean, e con le lingue wintun. Ritenuta un tempo parte delle lingue penuti del plateau.                                               |
| Takelma       | Estinta             | Parlata in Oregon, negli Stati Uniti. Ritenuta un tempo parte delle lingue penuti del plateau. Ritenuta errata la relazione con le lingue kalapuya.                                                                                              |
| Timucua       | Estinta             | Di essa si hanno numerose fonti. Parlata in Florida e Georgia, negli Stati Uniti. È stata proposta una connessione con la lingua tawasa, ma quest'ultima potrebbe essere un dialetto.                                                            |
| Tonkawa       | Estinta             | Parlata in Texas, negli Stati Uniti. |
| Tunica        | Estinta             | Parlata in Mississippi, Louisiana, e Arkansas, negli Stati Uniti. Spesso associata alle lingue muskogeane. |
| Washo         | In via d'estinzione | Parlata in California e Nevada, negli Stati Uniti. |
| Xinca         | In via d'estinzione | Parlata nell'est del Guatemala. Proposta una connessione con la lingua lenca. |
| Yana          | Estinta             | Parlata in California, negli Stati Uniti. Parte dell'ipotesi hoka. |
| Yuchi         | In via d'estinzione | Parlata in Georgia e Oklahoma, negli Stati Uniti. Proposta una connessione con le lingue siouan. |
| Zuni          | Vivente             | Parlata in Nuovo Messico, negli Stati Uniti. Proposta una connessione con le lingue penuti del plateau, considerata però inattendibile dai più. Ci sono molti bambini e giovani che la parlano, e inoltre viene usata nelle cerimonie religiose. |

### America Meridionale
| Lingua      | Status              | Commenti |
| ----------- | ------------------- | --- |
| Aikaná      | In via d'estinzione | Parlata nello stato del Rondônia, in Brasile. Forse imparentata con le lingue lingue arawak. |
| Andoque     | In via d'estinzione | Potrebbe già essere estinta. Parlata in Colombia e Perù. Possibile una connessione con la lingua witotoan.                                                                                                |
| Betoi       | Estinta             | Parlata in Colombia. Proposta una connessione con le lingue paezan. |
| Cacán       | Estinta             | Lingua estintasi entro il XVIII secolo e parlata in Argentina e Cile settentrionali. |
| Camsá       | Vivente             | Conosciuta anche come Kamsa, Coche, Sibundoy, Kamentxa, Kamse, o Camëntsëá. Parlata in Colombia. |
| Canichana   | Estinta             | Parlata in Bolivia. Proposta una connessione con l'estinta lingua tequiraca. |
| Cayubaba    | Estinta             | Parlata in Bolivia. |
| Cofán       | Vivente             | Parlata in Colombia e Ecuador. Classificata a volte all'interno della famiglia chibcha, ma le somiglianze potrebbero consistere in prestiti linguistici.                                                  |
| Huaorani    | In via d'estinzione | Parlata in Ecuador e Perù. Conosciuta anche come Waorani. |
| Irantxe     | In via d'estinzione | Conosciuta anche come Iranche o Münkü. Parlata nello stato del Mato Grosso, in Brasile. Proposta una connessione con le lingue arawak.                                                                    |
| Itonama     | In via d'estinzione | Parlata in Bolivia. Proposta una connessione con le lingue paezan. |
| Kanoê       | In via d'estinzione | Parlata in Rondônia, Brasile. |
| Karirí      | Estinta             | Parlata in Paraíba, Pernambuco, e Ceará, in Brasile. Potrebbe appartenere alle lingue macro-gê. |
| Kawésqar    | In via d'estinzione | Parlata in Cile fra la Terra del Fuoco e la penisola di Taitao. Registra alcuni parlanti a Puerto Edén, sull'isola Wellington.                                                                            |
| Mapudungun  | Vivente             | Parlata in Cile e Argentina ed esistente in due varietà linguistiche. Conosciuta anche come Araucano. Proposta come parte delle lingue andine, delle lingue macro-panoan, o delle lingue macro-waikuruan. |
| Movima      | A rischio           | Parlata in Bolivia. |
| Nambikwaran | In via d'estinzione | Parlata nello stato del Mato Grosso, in Brasile. |
| Omurano     | Estinta             | Parlata in Perù. Proposta una connessione con Omuranao, Candoshi, e Taushiro. |
| Otí         | Estinta             | Parlata nello stato di San Paolo, in Brasile. Proposta una connessione con le lingue macro-gê. |
| Pirahã      | In via d'estinzione | Parlata in Brasile, nella foresta amazzonica. Probabilmente imparentata con le lingue muran, recentemente estinte.                                                                                        |
| Puquina     | Estinta             | Parlata in Bolivia. Alcuni termini puquina sopravvivono nella variante Callahuaya del Quechua. |
| Taushiro    | In via d'estinzione | Parlata in Perù. Proposta una parentela con Omurano, Candoshi, e Taushiro. |
| Tequiraca   | Estinta             | Parlata in Perù. Conosciuta anche come Auishiri. Proposta una connessione con il Canichana. |
| Ticuna      | Vivente             | Parlata in Colombia, Perù, e Brasile. Forse imparentata con l'estinto Yuri. |
| Tinigua     | In via d'estinzione | Parlata in Colombia. È l'ultima sopravvissuta delle lingue tinigua. |
| Warao       | Vivente.            | Parlata in Guyana, Suriname, e Venezuela. A volte collegata alle lingue paezan. |
| Yámana      | Estinta             | Parlata nel sud della Terra del Fuoco, in Cile. |
| Yuracaré    | In via d'estinzione | Parlata in Bolivia. Proposte connessioni con le lingue mosetenan, le lingue pano-tacanan, Arawak, e Chon.                                                                                                 |
| Yuri        | Estinta             | Parlata in Colombia e Brasile. Forse connessa con le lingue ticuna |
| Yurumanguí  | Estinta             | Parlata in Colombia. |